# Galium foliosum
Galium foliosum är en måreväxtart som beskrevs av Giles Munby, Émile Burnat och William Barbey. Galium foliosum ingår i släktet måror, och familjen måreväxter.
Artens utbredningsområde är Algeriet. Inga underarter finns listade i Catalogue of Life.